# Boston National Historical Park

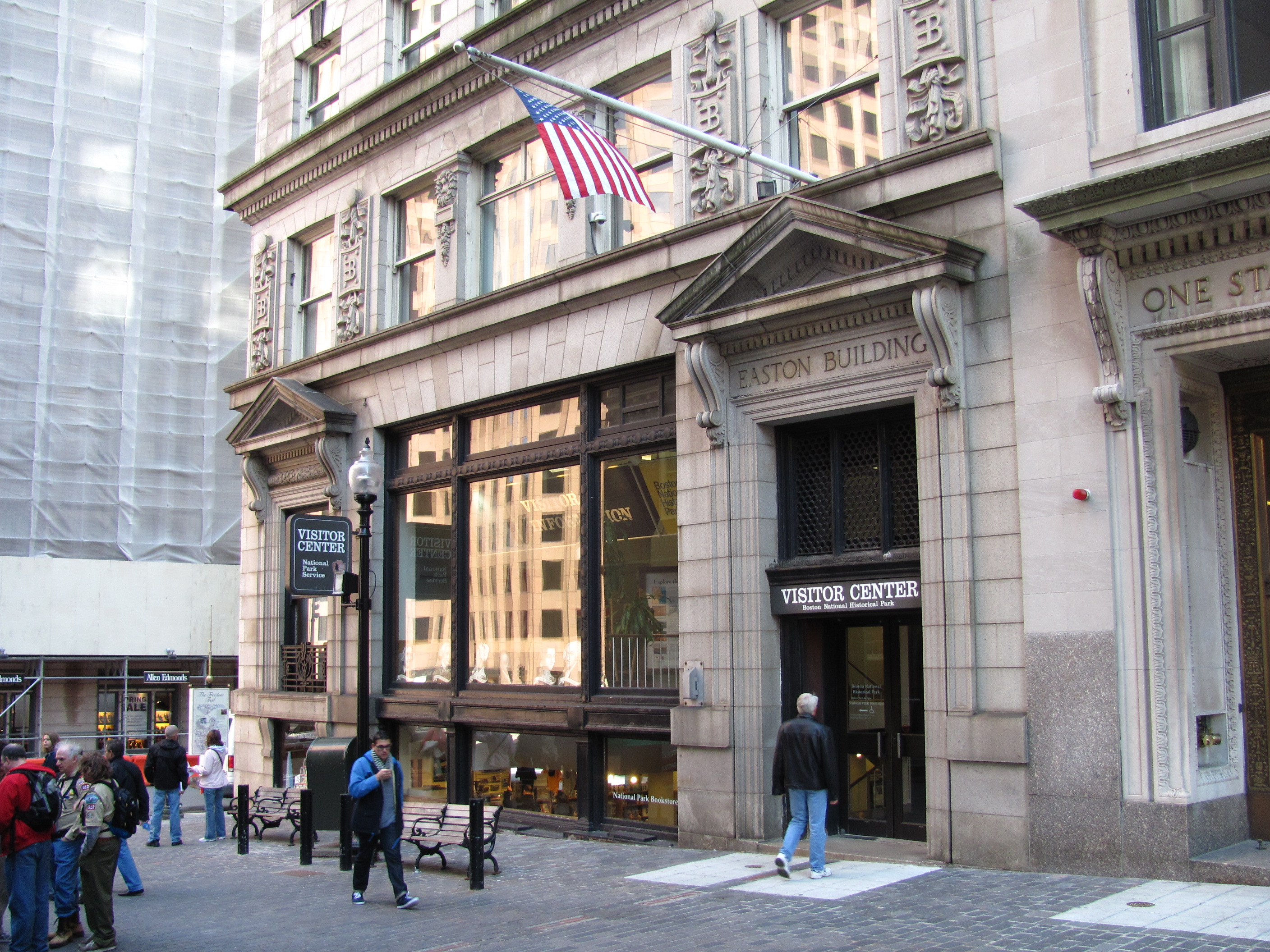
Bezoekerscentrum van Boston National Historical Park

Boston National Historical Park is een beschermd gebied in Boston. Het park bestaat uit een aantal bijzondere gebouwen. Er zijn twee routes langs de beschermde gebouwen in Boston, de Freedom Trail en de Black Heritage Trail. De Freedom Trail is een route die over de Amerikaanse Revolutie gaat.

## Gebouwen
Het Boston National Historical Park bevat de volgende gebouwen:
- Bunker Hill Monument
- USS Constitution
- Copp's Hill Burying Ground
- Old North Church
- Paul Reverse House
- Faneuil Hall
- Old State House
- Boston Massacre Site
- Old Corner Bookstore
- Old South Meeting House
- King's Chapel
- Burying Ground
- State House
- Park Street Church
- Boston Common
- First Public School Site
- Granary Burying Ground
- Abiel Smith School
- African Meeting House
- Smith Court Residences
- John Coburn House
- Lewis and Harriet Hayden House
- Charles Street Meeting House
- Phillips School
- John J. Smith House
- George Middleton House
- Robert Gould Shaw (Boston)/54th Massachusetts Regiment Memorial